# Herb Archangielska

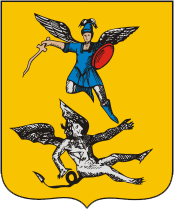
Pierwszy herb miasta (1780)

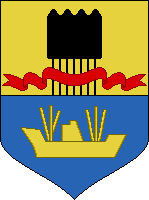
Sowiecki herb Archangielska

Współczesny herb Archangielska (1998)

Herb Archangielska wprowadzony został w 1780 (według innych danych - w 1781) roku. Na złotym tle przedstawiony jest lecący w lazurowej szacie Michał Archanioł, uzbrojony w miecz i tarczę i przebijający pokonanego diabła.
W czasach sowieckich motywy religijne na oficjalnych symbolach były niedopuszczalne, dlatego przyjęto herb o charakterze laickim, na którym przedstawiono statek, symbolizujący portowy charakter miasta. 
Historyczny herb Archangielska przywrócono postanowieniem 11. sesji rady miejskiej 10 października 1989 roku. Zgodnie z Postanowieniem o herbie miasta Archangielska: 
2. Opis herbu: 
W złotym polu tarczy przedstawiony lecący archanioł w niebieskiej szacie z ognistym mieczem i tarczą, pokonujący czarnego diabła. 
Symbolika herbu: 
Lecący archanioł w niebieskiej szacie z ognistym mieczem i tarczą symbolizuje rosyjskie wojsko, zwycięstwo sił dobra nad siłami zła, czarny diabeł przedstawia nieprzyjaciela, zło, które będzie pokonane.
W 1998 roku przyjęto trochę zmieniony herb miasta.